# Casa consistorial de Nerva
La casa consistorial de Nerva constituye un edificio de carácter histórico y monumental situado en el municipio español de Nerva, en la provincia de Huelva, comunidad autónoma de Andalucía. Fue construido entre 1893 y 1896, en una época en que Nerva constituía uno de los principales municipios de la provincia, con el fin de acoger la sede del gobierno municipal. Desde 2005 el edificio está inscrito como Bien de Interés Cultural, con categoría de Sitio histórico.

## Historia
En julio de 1885 la localidad onubense de Nerva se constituyó en un municipio independiente, tras haberse segregado de Zalamea la Real. El 7 de agosto de ese año se constituyó el primer Ayuntamiento de Nerva, nombrándose como primer alcalde a Domingo Gil Vélez. Se decidió entonces la construcción de un edificio que acogiera la sede de la Casa Consistorial. 
Los trabajos de construcción transcurrieron entre 1893 y 1896, bajo la dirección de los arquitectos Trinidad Gallego Díaz y Manuel Pérez González. La torre del reloj, que tiene una altura de 30,5 metros sin incluir la veleta, se construyó en 1894 por los mismos arquitectos. En 1979 se realizaron diversos trabajos de restauración en el edificio. Una segunda restauración sería acometida a comienzos del siglo XXI bajo la dirección del arquitecto Enrique Abascal García, inaugurada en 2001.

## Descripción

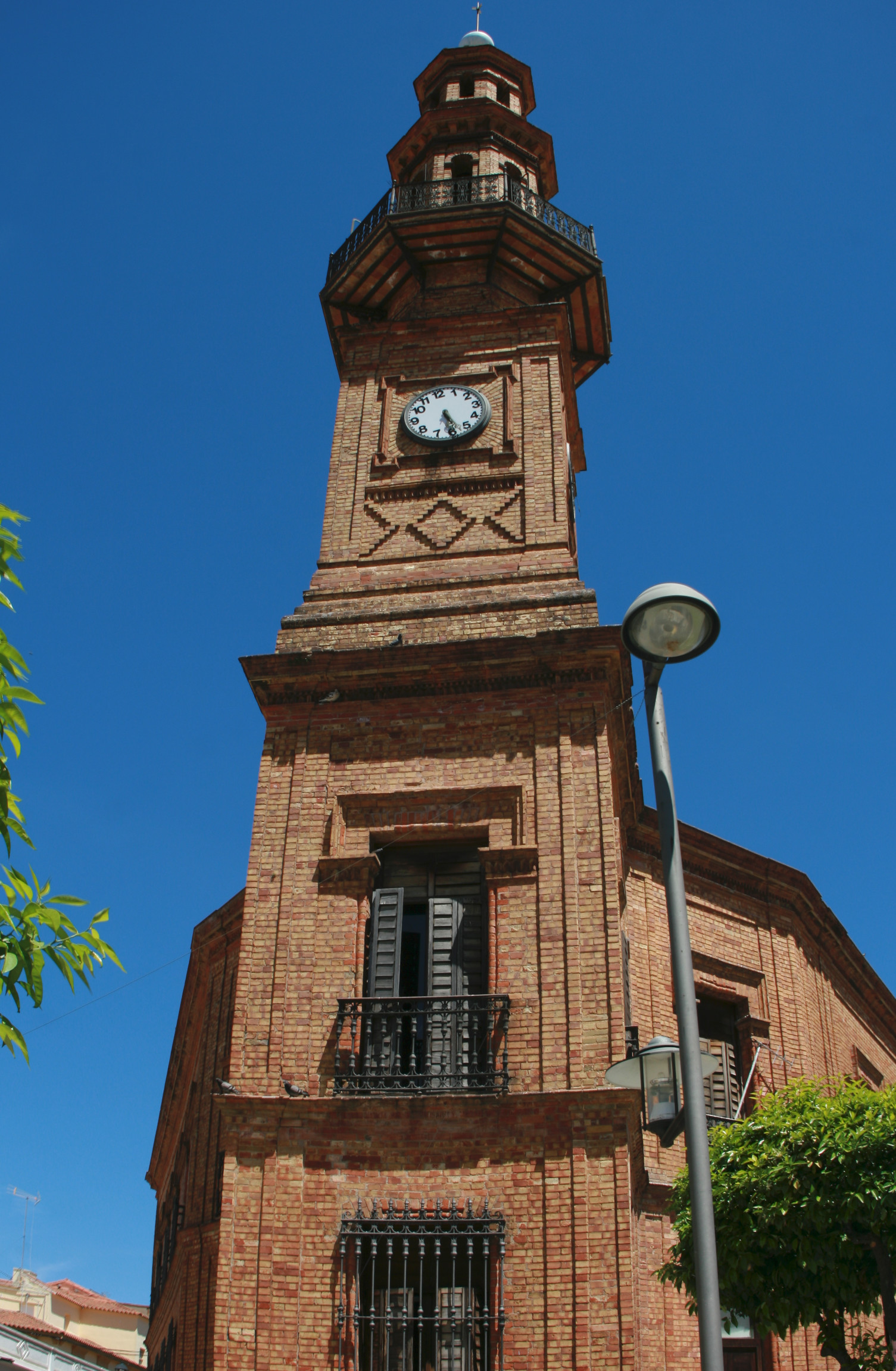
Torre del ayuntamiento.

El edificio consta de dos plantas, constituyendo un edificio exento en todo su perímetro. Su fachada está completamente realizada de ladrillo visto y presenta amplios ventanales en toda su fachada. Dichos ventanales son de geometrías eminentemente verticales, si bien en la planta baja son ventanales y en la planta alta son huecos abalconados. Están dispuestos de forma simétrica y ordenada en toda la fachada, componiendo tres cuerpos en su fachada principal, quedando en el centro las oficinas de la alcaldía. Muestra un zócalo de color marrón en toda la fachada y muestra las esquinas achaflanadas. El conjunto del edificio está rematado por una torre octogonal de tres cuerpos con balaustrada metálica, arcos de medio punto y una pequeña cúpula final.